# Glodgilesd

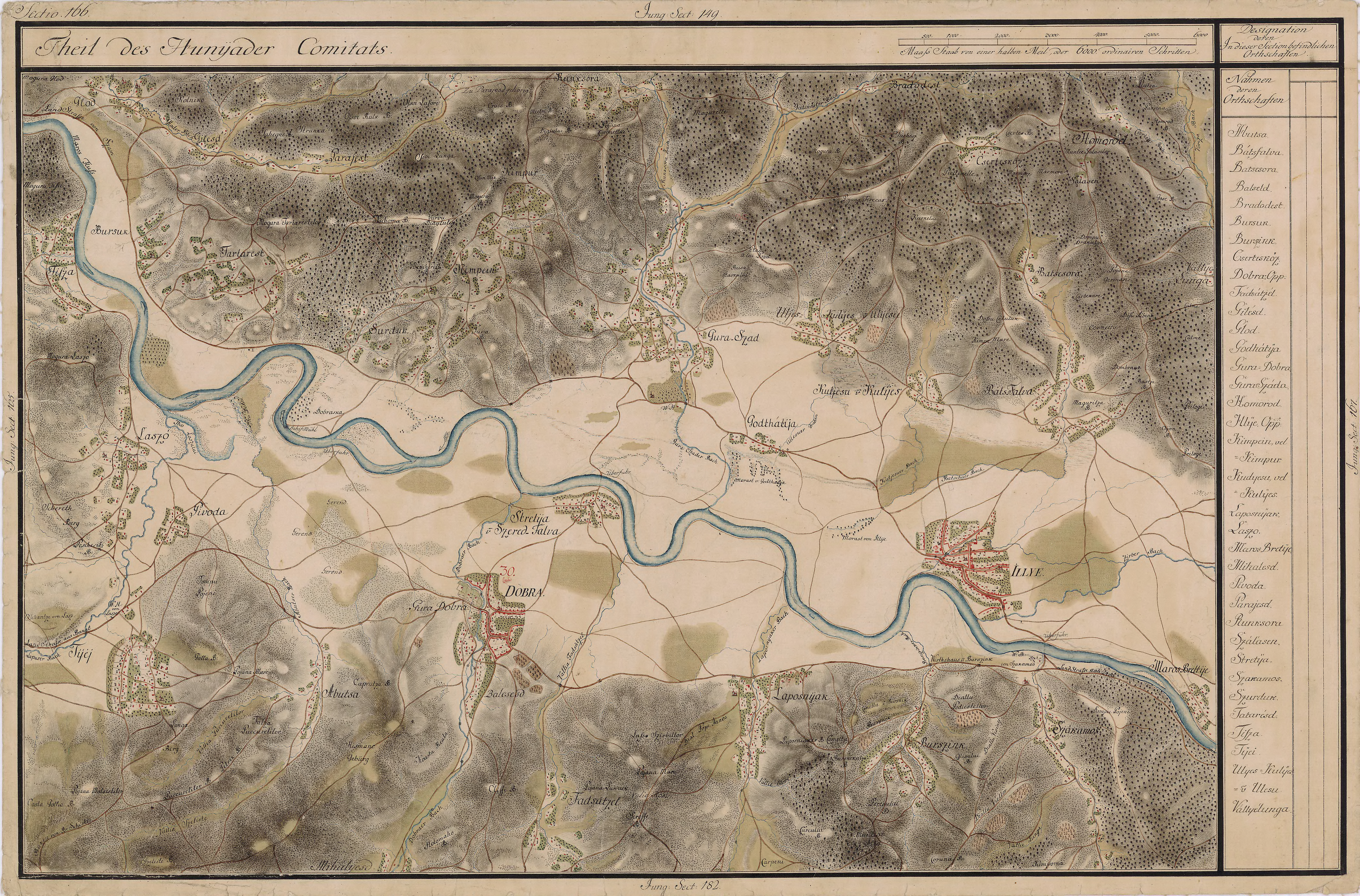
Glodgilesd egy régi térképen.

Glodgilesd románul: Glodghilești , falu Romániában, Erdélyben, Hunyad megyében.

## Fekvése
Marosillyétől és Jófőtől északnyugatra, Zám, Burzsuk, Bradacel és Kimpurk közt fekvő település.

## Története
Glodgilesd nevét 1468-ban említette először oklevél p. Glod  néven. 1750-ben Glod Gelest, 1760–1762 között Glod Gilesd, 1808-ban Gilesd (Glod-), Gilesdorf, Gilesdu ~ Gilistye, 1861-ben Glód-Gilesd, 1913-ban Glodgilesd néven fordult elő az oklevelekben.
A trianoni békeszerződés előtt Hunyad vármegye Marosillyei járásához tartozott. 1910-ben 827 lakosából 920 román, 7 magyar volt, melyből 822 görög keleti ortodox volt.